# Питома теплоємність
Питома теплоє́мність (c) — кількість теплоти, яку необхідно надати одиниці маси, щоб нагріти її на 1°C, або ж кількість теплоти, що виділяється за охолодження одиниці маси речовини:
{\displaystyle c={\frac {Q}{m\cdot \Delta T}}},
де Q — кількість теплоти, отримана речовиною при нагріванні (або, що виділилася при охолодженні), m — маса речовини, що нагрівається (або охолоджується), ΔT — різниця кінцевої і початкової температур речовини.
Позначається здебільшого літерою c (для теплоємності тіла будь-якої маси зазвичай використовується велика літера C). В SI питома теплоємність вимірюється у Дж/кг·К або Дж/кг·°C.

## Теплоємність
Кількість теплоти, необхідна для нагрівання будь-якого тіла на один градус називається теплоємністю тіла і знаходиться за формулою:
{\displaystyle Q=c\cdot m\cdot \Delta T},
де m — маса речовини, c — питома теплоємність, ΔT — різниця кінцевої і початкової температур речовини.
Використовуються також поняття:
- молярної теплоємності (cμ) — це кількість теплоти, яку необхідно надати молю речовини, щоб нагріти її на один градус. Одиниця вимірювання в системі SI — Дж/(моль·К);
- об'ємної теплоємності (cv) — це кількість теплоти, яку необхідно надати одиниці об'єму речовини, щоб нагріти його на один градус. Одиниця вимірювання в системі SI — Дж/(м³·К).

## Теплоємність при сталому тиску й при сталому об'ємі
Наведене вище загальне означення теплоємності не визначає її повністю. Кількість теплоти, необхідна для того, щоб нагріти речовину на один градус, залежить від того, яким чином проводиться це нагрівання.
Найважливішими умовами нагрівання є нагрівання при сталому об'ємі й при сталому тиску. Їх заведено позначати {\displaystyle c_{V}} і {\displaystyle c_{P}}.
Якщо нагрівати речовину, підтримуючи сталим тиск, то речовина буде розширюватися й виконувати при цьому певну роботу. Тому для нагрівання потрібно більше теплоти. Теплоємність при сталому тиску більша за теплоємність при сталому об'ємі: {\displaystyle c_{V}<c_{P}\,}.

## Температурна залежність теплоємності
Згідно з третім законом термодинаміки при абсолютному нулі температури теплоємність стає нульовою. При малих температурах теплоємність твердих тіл зростає пропорційно кубу від температури (закон Дебая). При температурах, які перевищують температуру Дебая, теплоємність твердих тіл стає незалежною від температури (закон Дюлонга-Пті).
Залежність теплоємності від температури має особливості в області фазових переходів.
Експериментальне вивчення температурної залежності в широкому інтервалі зміни температури вказує на те, що {\displaystyle c_{V}} в ідеальних двохатомних газах істотно залежить від температури і обумовлено зі зникненням з якоїсь причини чи то коливального, чи то двох обертальних, чи то двох поступальних, чи то одного поступального й одного обетрального ступенів вільності. Тож для обчислення енергії двохатомної молекули застосовують закони квантової механіки.

## Конкретні системи
Для ідеального газу
{\displaystyle c_{V}={\frac {i}{2}}{k_{B}N \over m}}
де {\displaystyle k_{B}} — стала Больцмана, {\displaystyle i} — число ступенів вільності.
{\displaystyle c_{P}={\frac {i+2}{2}}{k_{B}N \over m}}
Для твердого тіла для достатньо високих температур
{\displaystyle c_{V}={3R \over m}}
Для рідин {\displaystyle {\Bigl (}{\partial V \over \partial T}{\Bigr )}_{liq}^{2}\propto {\Bigl (}{\partial V \over \partial T}{\Bigr )}_{solid}^{2}} для рідкого й твердого стану відповідно, тому для цієї речовини {\displaystyle c_{P}} та {\displaystyle c_{V}} не різняться. Теплоємність при сталому тиску може бути розрахована згідно рівнянь термодинаміки, якщо відомі коефіцієнт теплового розширення {\displaystyle \alpha _{p}}, коефіцієнт ізотермічної {\displaystyle \beta _{T}} та адіабатичної стисливості {\displaystyle \beta _{S}}. При цьому
{\displaystyle c_{p}={\alpha _{p}^{2}\ T \over \rho m(\beta _{T}-\beta _{S})}}
Дослід показує, що для діелектричних рідин теплоємність Cp зростає зі збільшенням температури по ізохорі прямуючи на нескінченність при підході до критичної точки за законом
{\displaystyle c\propto \mid T-T_{C}\mid ^{-\alpha }},
де {\displaystyle \alpha =0,11-0,12} та зм еншується зі збільшенням тиску.

## Питома теплоємність речовин

### Газів
| Матеріал        | Питома теплоємність, кДж/(кг·К) |
| --------------- | ------------------------------- |
| Азот            | 1                               |
| Аміак           | 2,1                             |
| Аргон           | 0,523                           |
| Ацетилен        | 1,683                           |
| Водень          | 14,3                            |
| Водяна пара     | 2,2                             |
| Вуглекислий газ | 0,83                            |
| Гелій           | 5,21                            |
| Етан            | 1,73                            |
| Етилен          | 1,53                            |
| Кисень          | 0,92                            |
| Криптон         | 0,251                           |
| Ксенон          | 0,159                           |
| Метан           | 2,5                             |
| Неон            | 1,03                            |
| Пари спирту     | 1,2                             |
| Повітря         | 1                               |
| Пропан          | 1,86                            |
| Сірководень     | 1,02                            |
| Хлор            | 0,5                             |

### Рідин
Середня питома теплоємність рідин при 0 — 100 °С
| Речовина          | Питома теплоємність, кДж/(кг·К) |
| ----------------- | ------------------------------- |
| Азот рідкий       | 2,01                            |
| Азотна кислота    | 2,77                            |
| Аміак             | 4,19                            |
| Бензин            | 1,84                            |
| Вода (0°С)        | 4,218                           |
| Гас               | 2,1                             |
| Гексан            | 2,5                             |
| Кисень рідкий     | 1,68                            |
| Машинне мастило   | 1,68                            |
| Нітробензен       | 1,38                            |
| Сірчаний ангідрид | 1,34                            |
| Скипидар          | 1,7                             |
| Фенол             | 2,35                            |

### Твердих тіл
Середня питома теплоємність твердих речовин при 0 — 100 °С
| Матеріал          | Питома теплоємність, кДж/(кг·К) |
| ----------------- | ------------------------------- |
| Алюміній          | 0,92                            |
| Азбест            | 0,84                            |
| Бетон             | 1,13                            |
| Бронза            | 0,385                           |
| Вапняк, вапно     | 0,92                            |
| Вініпласт         | 1,76                            |
| Вовна             | 1,69                            |
| Глина             | 0,92                            |
| Гума              | 1,68                            |
| Дерево (сосна)    | 2,72                            |
| Залізо            | 0,46                            |
| Кам'яне вугілля   | 1,3                             |
| Каолін            | 0,92                            |
| Кварц             | 0,8                             |
| Кокс              | 0,84                            |
| Корок             | 1,68                            |
| Крейда            | 0,88                            |
| Латунь            | 0,394                           |
| Лід               | 2,14                            |
| Магнезія          | 0,92                            |
| Мідь              | 0,385                           |
| Нафтален          | 1,3                             |
| Парафін           | 2,72                            |
| Пісок сухий       | 0,8                             |
| Свинець           | 0,13                            |
| Сталь             | 0,56                            |
| Скло              | 0,42 — 0,84                     |
| Текстоліт         | 1,47                            |
| Цегла червона     | 0,92                            |
| Цегла вогнестійка | 0,88 — 1,01                     |
| Целюлоза          | 1,55                            |
| Цинк              | 0,38                            |
| Чавун             | 0,5                             |
| Шлак              | 0,75                            |